# Yérifoula-Gan
Ne doit pas être confondu avec Yérifoula-Dioula.
Yérifoula-Gan est une commune rurale située dans le département de Loropéni de la province du Poni dans la région Sud-Ouest au Burkina Faso.

## Géographie
Yérifoula-Gan – dont le nom du village fait référence au peuple Gan – se trouve à environ 17 km au nord du centre de Loropéni, le chef-lieu, et de la route nationale 11, ainsi qu'à 1 km au sud de Yérifoula-Dioula.

## Santé et éducation
Le centre de soins le plus proche de Yérifoula-Gan est le centre de santé et de promotion sociale (CSPS) de Yérifoula-Dioula tandis que le centre médical se trouve à Kampti et que le centre hospitalier régional (CHR) de la province se trouve à Gaoua.